# Callimetopus ornatus
Callimetopus ornatus är en skalbaggsart som först beskrevs av Schultze 1934.  Callimetopus ornatus ingår i släktet Callimetopus och familjen långhorningar.
Artens utbredningsområde är Filippinerna. Inga underarter finns listade.